# Белицкий, Карлос
Карлос Белицкий (Бьелицкий, исп. Carlos Bielicki; 15 мая 1940, Уругвай — 9 сентября 2024) — аргентинский шахматист польского происхождения, международный мастер (1959).

## Шахматная карьера
Победитель чемпионата мира среди юниоров (1959) в Мюнхенштайне.
Участник ряда чемпионатов Аргентины, лучшее достижение — делёж 3—5-го места в 1961.
Участник нескольких международных турниров в Мар-дель-Плате (лучший результат — 3-е место в 1964), 5-го Панамериканского чемпионата (1966) в Гаване, 2-х Американских континентальных чемпионатов (2003, 2005).
Умер 9 сентября 2024 года в возрасте 84 лет.

## Изменения рейтинга
| График не отображается по техническим причинам. Чтобы исправить это, воспроизведите график в новом формате, если это возможно. |